# Sook (Sabah)
Sook ist eine Kleinstadt und ein Unterdistrikt in Sabah, Malaysia. Sook liegt am gleichnamigen Fluss Sungai Sook, 170 Kilometer Fahrstrecke von Kota Kinabalu entfernt und gehört zum Distrikt Keningau in der Interior Division.

## Demographie
Laut Bevölkerungsstatistik von 2002 hat der Unterdistrikt Sook 37.815 Einwohner. Die Bevölkerung in diesem Gebiet ist ein Mix aus den ursprünglich hier lebenden Murut und Zuwanderern aus ganz Sabah, insbesondere christliche und muslimische Dusun.

## Namensherkunft
„sook“ entstammt der Sprache der Murut und beschreibt eine Methode, wie man Wasser aus dem Fluss holt, ohne sich dabei in Gefahr zu begeben, Opfer eines der vielen Krokodile zu werden, die es in den Flüssen in der Gegend von Sook gibt. Dazu werden Kokosnussschalen oder Bambusrohre an eine Schnur gebunden und in den Fluss hinabgelassen.

## Gliederung
Zu Sook gehören 6 Mukim mit 129 Siedlungen:
- Mukim Lanas mit den Siedlungen Alab, Batu Lunguyan, Kilo, Kuit, Lalapakon, Lanas Station, Mansiat, Mengerimat, Nandagan, Pinipi, Senaron, Senaron Tengah, Seselungan, Sinua, Tuawon (15 kampung; Häuptling: Aik Bandurung)
- Mukim Tulid mit den Siedlungen Baru Jumpa, Bonod Batu 7., Bunang Ulu, Delayan Baru, Delayan Lama, Dumbun, Johan Jaya, Kabatang Baru, Kabuan, Kawakahan, Kindasan, Kionsom Baru, Kipaliu, Kiulu Baru, Maatol, Malima, Mantanid, Mokotog, Mototou, Nukakatan Baru, Papar Baru, Pauh, Pengiradan, Poring Baru Simbuan , Pulutan, Rampayan, Seri Buluh, Simpang 4, Sinulihan Baru, Tenggulon Jaya, Tiong, Tulid Station (32 kampung; Häuptling: Cyril Jalong)
- Mukim Sook mit den Siedlungen Babason, Bangawong, Barasanon, Binakaan, Binuou Ulu, Binuou Tengah, Binuou Laut, Bunang LUT, Karanaan Baru, Kebulu, Lintuhun Baru, Liposu, Mapila, Namadan Baru, RP. Belia Tiulon, Sakikilo, Sook Pusat, Tinagalan Ulu, Tiulon, Tuaran Baru (20 kampung; Häuptling: -)
- Mukim Dalit mit den Siedlungen Belinin, Bonor, Dalit Laut, Dalit Gana, Inandung Punteh, Kahaba, Kalampun, Karamtoi Tengah, Karamatoi Laut, Karamatoi Ulu, Kuala Layuon, Kuala Tigasa, Kuala Aging, Layuon, Likowon, Lumiri Tengah, Malaing, Maliliah, Mamagun, Melosok, Membulu, Mempulut, Punggol, Sanang, Sosopon (25 kampung; Häuptling: Masingil Andingos)
- Mukim Ansip mit den Siedlungen Ansip, Ansip Tengah, Batu 4 Biah, Biah Skim I, Biah Skim II, Biah Tengah, Bukit Merah, Kapakaan, Kuala Puntih, Kuala Biah, Pagalungan, Rimbayan, Singga Mata, Suan Totogop(14 kampung; Häuptling: Shapri Lagusing)
- Mukim Seberang mit den Siedlungen Ambual, Baitah, Bomboi, Kaimadang Baru, Kapayan Baru, Kasugui, Kindasan Menawo, Kuala Kiporing, Linsudan, Luanti Baru, Marapok, Marasak, Menawo Ulu, Menawo Laut, Penagatan Ulu, Penagatan Laut, Pantai Baru, Panui, Serumpun, Sodomon, Tombotuan (23 kampung; Häuptling: Lakusin Buntol)

## Bildung
Über das Kommunalgebiet von Sook sind insgesamt 40 Grundschulen verteilt. Weiterführende Schulen befinden sich in den Mukim Sook und Tulid.

## Öffentliche Einrichtungen
Die medizinische Versorgung der Bevölkerung erfolgt durch zwei Medizinische Versorgungszentren (Pusat Kesihatan) und fünf Polikliniken für ambulante Behandlung (Kelinik Desa).
Sook hatte im Jahr 2008 noch keine eigene Polizeistation, sondern wurde von Keningau und Nabawan aus betreut.

## Politik
Sook gehört zum Wahlbezirk P.182 (Pensiangan). In der gesetzgebenden Versammlung von Sabah (Dewan Undangan Negeri Sabah) ist Sook als Wahlkreis N.37 gelistet.

## Wirtschaft
Die Stadt Sook und Umgebung sind land- und forstwirtschaftlich geprägt. Angepflanzt werden Reis, Yamswurzel, Kakao, Kaffee, Früchte, Palmöl und Cash Crops.